# Бушулей (Чернышевский район)
 Бушулей  — село в Чернышевском районе Забайкальского края России. Административный центр и единственный населенный пункт сельского поселения «Бушулейское».

## География
Находится в центральной части района на правом берегу реки Алеур на расстоянии примерно 27 километров (по прямой) на север-северо-восток от поселка Чернышевск.

## Климат
Климат резко континентальный. Ср. температура в июле +16 +20 °С (максимальная +37 °С), в янв. −26 −30 °С (абс. минимум −57 °С). Осадков выпадает 300—350 мм/год. Вегетационный период продолжается от 130 до 150 дней.
Часовой пояс
Село Бушулей находится в часовой зоне МСК+6. Смещение применяемого времени относительно UTC составляет +9:00.

## История
В XVIII веке здесь находились поселение оседлых тунгусов. В начале XIX века основана была Бушулейская слобода. В 1908—1910 годах построена станция.

## Население
| 2010 | 2012 | 2013 | 2014 | 2015 | 2016 | 2017 |
| ---- | ---- | ---- | ---- | ---- | ---- | ---- |
| 395  | ↘387 | ↘374 | ↘365 | ↘364 | ↘359 | ↘338 |
| 2018 | 2019 | 2020 | 2021 |      |      |      |
| ↗339 | ↗345 | ↗350 | ↘243 |      |      |      |

## Инфраструктура
Железнодорожная станция (снесена в 2023), детский летний лагерь «Салют» (ныне не действующий) . Имеется основная школа, фельдшерско-акушерский пункт.